# Chlorophorus guerryi
Chlorophorus guerryi är en skalbaggsart som först beskrevs av Maurice Pic 1902.  Chlorophorus guerryi ingår i släktet Chlorophorus och familjen långhorningar. Inga underarter finns listade i Catalogue of Life.